# أليكس ألان
أليكس ألان (بالإنجليزية: Alex Allan)‏ هو لاعب اتحاد الرغبي بريطاني، ولد في 29 فبراير 1992 في هاروغيت في المملكة المتحدة.

## وصلات خارجية
- أليكس ألان عل موقع إسبنسكروم (الإنجليزية)
- أليكس ألان على موقع ItsRugby.co.uk (الإنجليزية)